# Николаев, Георгий Николаевич (художник)
Георгий Николаевич Николаев (25 июня 1931, деревня Таныши, Красноармейский район, Чувашская Республика - 23 июня 2018) — советский художник по текстилю, один из первых оформителей тканей Чебоксарского хлопчатобумажного комбината.
Заслуженный художник Чувашской АССР.

## Биография
Георгий Николаев родился в 1931 г. в крестьянской семье. Отец, Н. Е. Ефремов (1900—1937) был активистом, организатором и первым председателем колхоза «Красный пахарь». В 1940—1947 гг. Николаев учился в Исаковской семилетней школе Красноармейского района Чувашии, в годы Великой Отечественной войны работал в колхозе. В 1947 г. за доблестный труд в тылу был награждён первой медалью.
В 1948—1949 гг. обучался в Чебоксарском художественном училище. В 1951 г. был призван в Советскую Армию. Служил в частях военно-морской авиации СССР на базе Порккала-Удд в Финляндии, занимался в изостудии при Доме офицеров. В 1956 г. демобилизовался, поступил в игрушечный цех в производственной артели «Кооператор» при Чебоксарской мебельной фабрике. Продолжил учёбу в Чебоксарском художественном училище. Стал заниматься общественной работой, в июне 1958 г. окончил двухгодичную экономическую школу при Чебоксарском горкоме КПСС.
С 1958 г. до выхода на пенсию в 1992 г. Г. Н. Николаев трудился на крупнейшем в стране предприятии легкой промышленности — Чебоксарском хлопчатобумажном комбинате. Начал работать художником-оформителем, позже стал учеником художника по текстильному рисунку Отделочной фабрики.
В 1958—1959 гг. вместе в коллегами проходил стажировку на фабрике Большой Ивановской мануфактуры, освоил специальность художника по текстилю (квалификация присвоена 20.10 1959, свидетельство № 46). С 1960 г. являлся художником текстильного рисунка на Отделочной фабрике Чебоксарского хлопчатобумажного комбината. В 1962 г. он окончил Курсы повышения квалификации руководящих работников хлопчатобумажной промышленности при Институте усовершенствования ИТР Мособлсовнархоза, в группе художников текстильного рисунка (удостоверение № 913). В 1964 г. присвоена квалификация художника по текстилю I категории.
За годы работы на комбинате Г. Н. Николаеву приходилось активно заниматься общественной работой. С 1963 по 1971 гг. он являлся народным заседателем Чебоксарского городского народного суда, с 1971 г. — народным контролером (внештатным сотрудником отдела бытового обслуживания населения Чебоксарского городского совета народных депутатов). За активную и плодотворную работ по контролю награждался Почетными грамотами Министерства торговли и потребительской кооперации СССР.

## Творчество
По рисункам Г. Н. Николаева были напечатаны первые ткани на станках Чебоксарского хлопчатобумажного комбината.
В 1964 г. ему была присвоена квалификация художника текстильного рисунка I категории. В 1972 и 1974 гг. его ткани экспонировались на крупных выставках на ВДНХ в Москве. В 1977 г. Г. Н. Николаев стал членом Союза художников СССР. В 1978 г. представительная коллекция его тканей была принята в Государственный исторический музей.
В 1990 г. Г. Н. Николаеву был вручен Диплом Министерства текстильной промышленности и ЦК профсоюза рабочих текстильной и легкой промышленности, присвоено звание «Лучший художник Минтекстлегпрома РСФСР» (приказ № 78 от 22.03.1990).
За 34 года работа на ЧХБК Г. Н. Николаевым было выполнено и внедрено около 1000 рисунков для текстиля.
Художник много работал по изучению традиционного орнамента различных мировых культур. Он изучал экспонаты и выполнял рисунки во время командировок в музеях страны, в том числе Государственном историческом музее и Государственном музее искусства народов Востока, а также в музеях Белоруссии, Грузии, Прибалтики, Узбекистана, Украины.
Заметным явлением в изобразительном искусстве Чувашской Республики стали живописные и графические произведения Г. Н. Николаева. Излюбленными жанрами художника являются натюрморт (обычно с изображением цветов) и лирический пейзаж.
В 1981 г. состоялась первая крупная персональная выставка Г. Н. Николаева, приуроченная к его 50-летию.
Часть произведений Г. Н. Николаева, созданных в 1960—1980-х гг., — около 200 живописных работ, эскизов к тканям, рисунков музейных экспонатов и образцов тканей — находится в собрании Чувашского государственного художественного музея (ЧГХМ).

## Основные произведения
Цветные эскизы (кроки) рисунков для тканей; акварельные натюрморты, пейзажи, портреты; живопись маслом; зарисовки музейных экспонатов и орнамента.
- Автопортрет. 1967. К., м. ЧГХМ.
- Чертополох. 1962. Б., акв. ЧГХМ.
- Успенский собор во Владимире. 1976. Б. тонир., гуашь. ЧГХМ.
- Травы. 1978. Б., гуашь.
- Ткань «Восточная». 1986.
- Ткань «Чувашская классика». 1976.

## Основные выставки
Участие в более 200 художественных и художественно-промышленных выставках в стране и за рубежом (Алжире, Болгарии, Венгрии, ГДР, Северной Корее, Монголии, США, Таиланде, Турции, Франции, Цейлоне и др.).
- Персональная выставка произведений к 50-летию. Выставочный зал Чувашского государственного художественного музея. Чебоксары, 1981.
- Персональная выставка произведений к 55-летию. Чувашский государственный художественный музей. Чебоксары, июнь-июль 1986.
- Персональная выставка произведений к 60-летию. Чувашский государственный художественный музей. Чебоксары, 1991.
- Персональная выставка произведений «В узорах текстиля — Чувашия». К 75-летию художника. Чувашский государственный художественный музей. Чебоксары, июнь-июль 2006.
- Персональная выставка произведений к 80-летию. Чувашский государственный художественный музей. Чебоксары, 18.08-18.09. 2011 г.

## Награды и звания
- Медаль «За доблестный труд в Великой Отечественной войне 1941—1945 гг» (1947).
- Медаль «За доблестный труд» (1974).
- Почетная грамота Чувашского обкома КПСС и Совета Министров Чувашии (постановление № 386 от 23.06.1981).
- Звание «Заслуженный художник Чувашской АССР» (1982).
- Звание «Лучший художник Минтекстильпрома РСФСР» (1990).